# Championnat d'Ouzbékistan de football 2020
Navigation
Édition précédente Édition suivante
La saison 2020 du championnat d'Ouzbékistan de football est la vingt-neuvième édition de la première division en Ouzbékistan depuis l'indépendance du pays.

## Clubs participants
- Lokomotiv Tachkent
- Pakhtakor Tachkent
- Navbahor Namangan
- FK Bunyodkor
- Metallurg Bekabad
- FK Boukhara
- Nasaf Qarshi
- Qizilqum Zarafshon
- Kokand 1912
- FK AGMK
- Sogdiana Jizzakh
- PFK Andijan
- Surkhon Termez
- Mash'al Mubarek - promu de D2

## Compétition
| Rang | Équipe                 | Pts | J  | G  | N  | P  | Bp | Bc | Diff |
| ---- | ---------------------- | --- | -- | -- | -- | -- | -- | -- | ---- |
| 1    | Pakhtakor Tachkent C T | 65  | 26 | 21 | 2  | 3  | 76 | 18 | +58  |
| 2    | Nasaf Qarshi           | 53  | 26 | 15 | 8  | 3  | 47 | 19 | +28  |
| 3    | FK AGMK                | 49  | 26 | 14 | 7  | 5  | 39 | 28 | +11  |
| 4    | FK Bunyodkor           | 43  | 26 | 12 | 7  | 7  | 43 | 36 | +7   |
| 5    | Kokand 1912            | 42  | 26 | 13 | 3  | 10 | 35 | 28 | +7   |
| 6    | Sogdiana Jizzakh       | 38  | 26 | 10 | 8  | 8  | 34 | 32 | +2   |
| 7    | Metallurg Bekabad      | 36  | 26 | 10 | 6  | 10 | 30 | 30 | 0    |
| 8    | Navbahor Namangan      | 35  | 26 | 8  | 11 | 7  | 24 | 21 | +3   |
| 9    | Lokomotiv Tachkent     | 35  | 26 | 10 | 5  | 11 | 28 | 38 | -10  |
| 10   | Mash'al Mubarek P      | 29  | 26 | 8  | 5  | 13 | 23 | 31 | -8   |
| 11   | Qizilqum Zarafshon     | 25  | 26 | 5  | 10 | 11 | 19 | 37 | -18  |
| 12   | Surkhon Termez         | 17  | 26 | 4  | 5  | 17 | 17 | 44 | -27  |
| 13   | PFK Andijan            | 16  | 26 | 2  | 10 | 14 | 16 | 38 | -22  |
| 14   | FK Boukhara            | 14  | 26 | 1  | 11 | 14 | 19 | 50 | -31  |

Ligue des champions 2021
- 1er : phase de groupes
- 2e et 3e : deuxième tour de qualification

Relégation en deuxième division
- 14e : relégation directe

Abréviations
- T : Tenant du titre
- C : Vainqueur de la Coupe d'Ouzbékistan 2020
- S : Vainqueur de la Supercoupe d'Ouzbékistan 2020
- P : Promu de deuxième division 2019

- Nasaf Qarshi, le vice-champion, n'a pas de licence pour la Ligue des champions, le club est remplacé par FK AGMK pour le tour préliminaire de la Ligue des Champions, si le club ne se qualifie pas pour la phase de groupe il sera reversé en Coupe de l'AFC 2021. Si AGMK se qualifie pour la Ligue des Champions, Nasaf Qarshi peut jouer la Coupe de l'AFC.
- PFK Andijan remporte le match de barrage contre Neftchi Ferghana (3-1) et se maintient en première division.